# Przywrotnik Walasa
Przywrotnik Walasa (Alchemilla walasii Pawł.) – gatunek rośliny wieloletniej z rodziny różowatych. W Polsce występuje głównie w Karpatach i na północnym wschodzie kraju.

## Morfologia
ŁodygaOwłosiona, do 60 cm wysokości. Część włosków odstaje prostopadle, część - ukośnie w dół.
LiścieCiemnozielone, z ostrymi ząbkami. Liście odziomkowe okrągławe lub okrągławonerkowate, sfałdowane, 7-11-klapowe, o klapach nachodzących na siebie. Liście zewnętrzne bardziej owłosione i głębiej wcinane niż wewnętrzne. Klapy z 6-9 ząbkami z każdej strony. Ogonki liściowe z włoskami odstającymi częściowo prostopadle, częściowo - ukośnie w dół.
KwiatyZielonawe, skupione w wąski, skąpokwiatowy kwiatostan. Hypancja nagie. Działki kielicha ostre. Listki kieliszka krótsze od działek. Działki krótsze od hypancjum.

## Biologia i ekologia
Bylina, hemikryptofit. Rośnie na łąkach. Kwitnie w czerwcu i lipcu. Gatunek charakterystyczny zespołu Gladiolo-Agrostietum capillaris.